# V Cumbre Iberoamericana
La V Cumbre Iberoamericana de Jefes de Estado y de Gobierno (en portugués, V Cúpula Ibero-Americana de Chefes de Estado e de Governo) fue la quinta reunión de los 21 países miembros, se realizó en San Carlos de Bariloche, Argentina, entre los días 16 y 17 de octubre de 1995.

## Temas discutidos
El tema principal fue "La educación como factor de cohesión de la Comunidad Iberoamericana y, como elemento esencial de la política social y del desarrollo económico". En este sentido, se trató sobre la situación de programas de educación en curso, y se aprobaron nuevos programas de educación.
Se establecieron normas reguladoras de la cooperación iberoamericana, pero no se trataría de donaciones de países desarrollados a los subdesarrollados, sino de la acción de cooperar, o sea de actuar conjuntamente dos o más países y también con organismos internacionales.

## Declaración final
En el aspecto de la educación, tema central de la cumbre, los estados iberoamericano defiende la democracia, el desarrollo económico y la integración y ven la educación como el motor para afrontarlos, aprobando todas las decisiones tomadas en las reuniones previas de la EOI, los ministros de Educación iberoamericanos en Brasil y de la V Conferencia Iberoamericana de Educación en Buenos Aires. Para ello, los estados defendían la cooperación entre países, el Estado como director de las políticas públicas y la relación entre la educación y el mercado laboral, además, una defensa de las lenguas española y portuguesa en organismos internacionales y programas comunes de educación e investigación.
Los países insisten en la cooperación y en el desarrollo de programas ya aprobados en las anteriores cumbres. A esto, se incluyen nuevos programas para desarrollar en relación con la educación: proyecto universidad-empresa, IBERFOP (para el diseño común de la formación profesional), creación de Agroindustrias iberoamericanas, proyecto MISTRAL (para intercambio de estudiantes universitarios) o sobre educación especial. Finalmente se hace un recuerdo de la lucha contra el lavado de dinero, el narcotráfico y el terrorismo. La cooperación entre la Unión Europea y los distintos grupos del continente (Grupo de Río, Pacto Andino...) y el papel jugado por España y Portugal.

## Secretaría de Cooperación Iberoamericana (SECIB)
La quinta cumbre también alumbró la creación de la Secretaría de Cooperación Iberoamericana con carácter jurídico internacional cuyos objetivos será fortalecer y defender los aspectos de la Comunidad Iberoamericana. En principio, en esta conferencia, se dejó para conferencias posteriores la elección de la sede pero si se definió su presupuesto (contribuciones de los Estados miembros) y su entrada en vigor a partir de la aprobación interna de cada país miembros.

## Líderes que asistieron
| Miembros de la Cumbre Iberoamericana de Jefes de Estado y de Gobierno Listado de líderes asistentes | Miembros de la Cumbre Iberoamericana de Jefes de Estado y de Gobierno Listado de líderes asistentes | Miembros de la Cumbre Iberoamericana de Jefes de Estado y de Gobierno Listado de líderes asistentes | Miembros de la Cumbre Iberoamericana de Jefes de Estado y de Gobierno Listado de líderes asistentes | Miembros de la Cumbre Iberoamericana de Jefes de Estado y de Gobierno Listado de líderes asistentes |
| Miembro                                                                                             | Miembro                                                                                             | Representado por                                                                                    | Cargo                                                                                               | |
| --------------------------------------------------------------------------------------------------- | --------------------------------------------------------------------------------------------------- | --------------------------------------------------------------------------------------------------- | --------------------------------------------------------------------------------------------------- | --------------------------------------------------------------------------------------------------- |
| Bandera de Argentina                                                                                | Argentina (anfitrión)                                                                               | Carlos Menem                                                                                        | Presidente                                                                                          | |
| Bandera de Bolivia                                                                                  | Bolivia                                                                                             | Gonzalo Sánchez de Lozada                                                                           | Presidente                                                                                          | |
| Bandera de Brasil                                                                                   | Brasil                                                                                              | Fernando Henrique Cardoso                                                                           | Presidente                                                                                          | |
| Bandera de Chile                                                                                    | Chile                                                                                               | Eduardo Frei Ruiz-Tagle                                                                             | Presidente                                                                                          | |
| Bandera de Colombia                                                                                 | Colombia                                                                                            | Ernesto Samper                                                                                      | Presidente                                                                                          | |
| Bandera de Costa Rica                                                                               | Costa Rica                                                                                          | José María Figueres Olsen                                                                           | Presidente                                                                                          | |
| Bandera de Cuba                                                                                     | Cuba                                                                                                | Fidel Castro                                                                                        | Presidente                                                                                          | |
| Bandera de Ecuador                                                                                  | Ecuador                                                                                             | Galo Leoro Franco                                                                                   | Ministro de Relaciones Exteriores                                                                   | |
| Bandera de El Salvador                                                                              | El Salvador                                                                                         | Armando Calderón                                                                                    | Presidente                                                                                          | |
| Bandera de España                                                                                   | España                                                                                              | Juan Carlos I Felipe González                                                                       | Rey Presidente del Gobierno                                                                         | |
| Bandera de Guatemala                                                                                | Guatemala                                                                                           | Ramiro de León Carpio                                                                               | Presidente                                                                                          | |
| Bandera de Honduras                                                                                 | Honduras                                                                                            | Carlos Roberto Reina                                                                                | Presidente                                                                                          | |
| Bandera de México                                                                                   | México                                                                                              | Ernesto Zedillo                                                                                     | Presidente                                                                                          | |
| Bandera de Nicaragua                                                                                | Nicaragua                                                                                           | Violeta Chamorro                                                                                    | Presidenta                                                                                          | |
| Bandera de Panamá                                                                                   | Panamá                                                                                              | Ernesto Pérez Balladares                                                                            | Presidente                                                                                          | |
| Bandera de Paraguay                                                                                 | Paraguay                                                                                            | Juan Carlos Wasmosy                                                                                 | Presidente                                                                                          | |
| Bandera de Perú                                                                                     | Perú                                                                                                | Alberto Fujimori                                                                                    | Presidente                                                                                          | |
| Bandera de Portugal                                                                                 | Portugal                                                                                            | Mario Soares                                                                                        | Presidente                                                                                          | |
| Bandera de la República Dominicana                                                                  | República Dominicana                                                                                | Jacinto Peynado Garrigosa                                                                           | Vicepresidente                                                                                      | |
| Bandera de Uruguay                                                                                  | Uruguay                                                                                             | Julio María Sanguinetti                                                                             | Presidente                                                                                          | |
| Bandera de Venezuela                                                                                | Venezuela                                                                                           | Miguel Ángel Burelli Rivas                                                                          | Ministro de Relaciones Exteriores                                                                   | |
| Líderes ausentes                                                                                    | | | | |
| Bandera de la República Dominicana                                                                  | República Dominicana                                                                                | Joaquín Balaguer                                                                                    | Presidente                                                                                          | |
| Bandera de Ecuador                                                                                  | Ecuador                                                                                             | Sixto Durán Ballén                                                                                  | Presidente                                                                                          | |
| Bandera de Portugal                                                                                 | Portugal                                                                                            | Aníbal Cavaco Silva                                                                                 | Primer ministro                                                                                     | |
| Bandera de Puerto Rico                                                                              | Puerto Rico (asociado)                                                                              | Pedro Rosselló                                                                                      | Gobernador                                                                                          | |
| Bandera de Venezuela                                                                                | Venezuela                                                                                           | Ramón Velásquez                                                                                     | Presidente                                                                                          | |

| Predecesor: IV Cumbre Iberoamericana de Cartagena de Indias | V Cumbre Iberoamericana de jefes de Estado y de Gobierno (San Carlos de Bariloche) 1995 | Sucesor: VI Cumbre Iberoamericana de Santiago de Chile y Viña del Mar |